# Дитрих фон Хоенфелс
Дитрих (Дилман/Теодерих) фон Хоенфелс (на немски: Dietrich (Theoderich/Dylmann) von Hohenfels; * пр. 1260; † сл. 1290) е господар на Боланден-Хоенфелс в Хесен.

## Произход
Той е петият син на Филип I фон Боланден-Хоенфелс († 1277) и съпругата му Елизабет († 1246/1249). Баща му се жени втори път сл. 1246 г. за Лукарда фон Изенбург († 1260).

## Фамилия
Дитрих се жени за Агнес фон Цвайбрюкен († сл. 1283), дъщеря на граф Хайнрих II фон Цвайбрюкен († 1282) и Агнес фон Еберщайн († 1284), дъщеря наследничка на граф Еберхарт IV фон Еберщайн († 1263) и Аделхайд фон Сайн († 1263). Те имат един син:
- Хайнрих фон Хоенфелс († 28 октомври 1329), господар на Райполтскирхен, женен пр. 19 март 1307 г. за Юта фон Нойенбаумберг († сл. 14 февруари 1344)